# سيندي جيرارد
سيندي جيرارد (بالإنجليزية: Cindy Gerard)‏ هي كاتِبة أمريكية، ولدت في 1950.

## وصلات خارجية
- الموقع الرسمي